# Amphoe Bang Bua Thong
Amphoe Bang Bua Thong (Thai: อำเภอบางบัวทอง}, Aussprache: ʔāmpʰɤ̄ː bāːŋ būa tʰɔ̄ːŋ) ist ein Landkreis (Amphoe – Verwaltungs-Distrikt) der Provinz Nonthaburi in der Zentralregion von Thailand. 

## Geographie
Nachbarkreise sind (von Norden im Uhrzeigersinn): Amphoe Lat Lum Kaeo der Provinz Pathum Thani und die Amphoe Pak Kret, Mueang Nonthaburi, Sai Noi und Bang Yai der Provinz Nonthaburi.

## Wirtschaft
- Ausgewählte OTOP-Produkte des Landkreises:
  - Leder-Handtaschen[1]
  - Flechtwerk-Produkte aus Kugelsimse und Leder (กระเป๋ากระจูดผสมหนัง)[2]
  - Kräuter-Seife[3]

## Verkehr
In Bang Bua Thong befindet sich die Endstation der violetten Linie der Bangkok Metro. Durch den Bezirk führt außerdem die Thanon Kanchanaphisek (Autobahn 9/Äußere Bangkoker Ringstraße).

## Religion

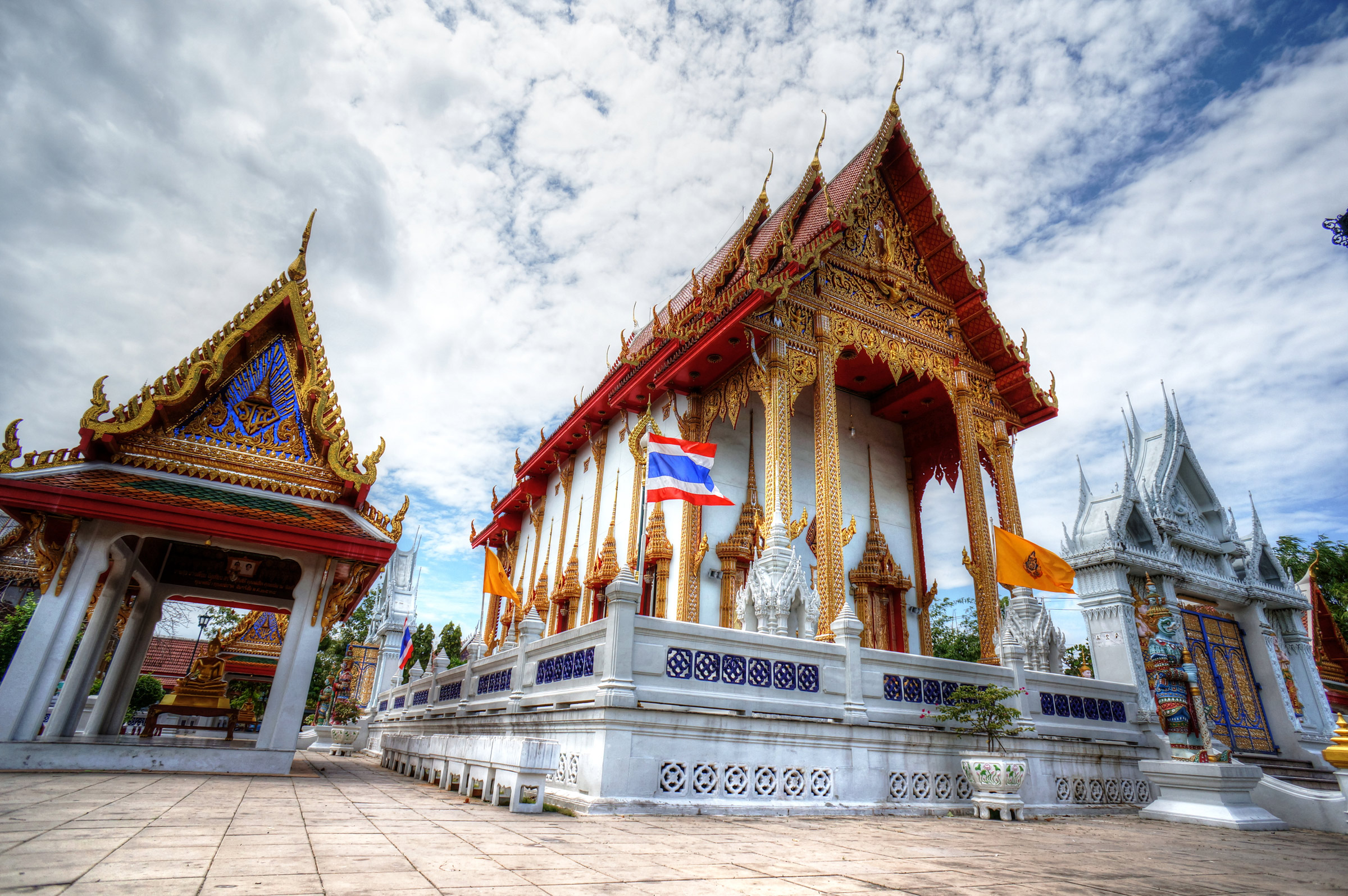
Wat Bang Phai

- Wat Bang Phai (บ้านบางไผ่)

## Verwaltung

### Provinzverwaltung
Der Landkreis Bang Bua Thong ist in acht Tambon („Unterbezirke“ oder „Gemeinden“) eingeteilt, die sich weiter in 75 Muban („Dörfer“) unterteilen.
| Nr. | Name               | Thai      | Muban | Einw.  |
| --- | ------------------ | --------- | ----- | ------ |
| 01. | Sano Loi           | โสนลอย    | 0-    | 10.512 |
| 02. | Bang Bua Thong     | บางบัวทอง  | 14    | 55.249 |
| 03. | Bang Rak Yai       | บางรักใหญ่  | 11    | 08.300 |
| 04. | Bang Khu Rat       | บางคูรัด    | 10    | 36.920 |
| 05. | Lahan              | ละหาร     | 09    | 20.655 |
| 06. | Lam Pho            | ลำโพ      | 08    | 07.986 |
| 07. | Phimon Rat         | พิมลราช    | 08    | 45.253 |
| 08. | Bang Rak Phatthana | บางรักพัฒนา | 15    | 70.780 |

### Lokalverwaltung
Es gibt zwei Kommunen mit „Stadt“-Status (Thesaban Mueang) im Landkreis:
- Phimon Rat (Thai: เทศบาลเมืองพิมลราช) bestehend aus Teilen des Tambon Phimon Rat.
- Bang Bua Thong (Thai: เทศบาลเมืองบางบัวทอง) bestehend aus dem kompletten Tambon Sano Loi und den Teilen der Tambon Bang Bua Thong, Bang Rak Yai, Phimon Rat, Bang Rak Phatthana.

Außerdem gibt es sechs „Tambon-Verwaltungsorganisationen“ (องค์การบริหารส่วนตำบล – Tambon Administrative Organizations, TAO)
- Bang Bua Thong (Thai: องค์การบริหารส่วนตำบลบางบัวทอง) bestehend aus Teilen des Tambon Bang Bua Thong.
- Bang Rak Yai (Thai: องค์การบริหารส่วนตำบลบางรักใหญ่) bestehend aus Teilen des Tambon Bang Rak Yai.
- Bang Khu Rat (Thai: องค์การบริหารส่วนตำบลบางคูรัด) bestehend aus dem kompletten Tambon Bang Khu Rat.
- Lahan (Thai: องค์การบริหารส่วนตำบลละหาร) bestehend aus dem kompletten Tambon Lahan.
- Lam Pho (Thai: องค์การบริหารส่วนตำบลลำโพ) bestehend aus dem kompletten Tambon Lam Pho.
- Bang Rak Phatthana (Thai: องค์การบริหารส่วนตำบลบางรักพัฒนา) bestehend aus Teilen des Tambon Bang Rak Phatthana.